# František Lukl
František Lukl, né le 30 octobre 1977 à Kyjov, est un juriste et homme politique tchèque.